# Estádio Panatenaico
O Estádio Panatenaico (em grego: Παναθηναϊκό στάδιο), também chamado Calimármaro (em grego: Καλλιμάρμαρο; romaniz.: Kallimarmaron; lit. "beleza em mármore"), é um estádio de atletismo situado em Atenas, construído inteiramente em mármore branco do Monte Pentélico, é um dos estádios mais antigos do mundo.

## História
Nos tempos antigos, foi utilizado para alojar a parte atlética dos Jogos das Panateneias, em homenagem à deusa grega Atena. Durante a época clássica, o estádio tinha assentos de madeira. Foi reconstruído em mármore, por Arconte Licurgo, no ano 329 a.C. e foi ampliado e renovado por Herodes Ático, no ano 140 d.C., com uma capacidade de 50.000 assentos. Os restos da antiga estrutura foram escavados e restaurados, com fundos proporcionados por Evangelis Zappas para o renascimento dos Jogos Olímpicos. Evangelis Zappas patrocinou os Jogos Olímpicos que se celebraram em 1870 e 1875. O estádio foi renovado pela segunda vez em 1895 para os Jogos Olímpicos de 1896, com financiamento proporcionado pela finalização do benfeitor grego George Averoff (cuja estátua de mármore agora está na entrada), com base nos desenhos dos arquitetos Anastasios Metaxas e Ernst Ziller. Sua pista tem forma de U e suas arquibancadas tem capacidade para 80 000 espectadores sentados.

## Localização
O estádio está localizado no centro de Atenas, a leste dos Jardins Nacionais e da Mansão Zappeion, a oeste do distrito residencial Pankrati e junto a colina de Ardettos. Situa-se no local exato onde se encontrava o estádio da Atenas antiga, onde celebraram-se as competições atléticas dos antigos Jogos Panatenaicos.
Recentemente o estádio é usado para glorificar conquistas importantes dos esportistas da Grécia, como o título do Campeonato Europeu de Futebol de 2004 pela seleção grega ou de eventos importantes como a cerimônia de abertura do Campeonato Mundial de Atletismo de 1997.
Em 2004 os Jogos Olímpicos voltaram a ser sediados na cidade de Atenas e o Estádio Panatenaico hospedou as competições de tiro com arco e a chegada da maratona masculina e feminina.